# Ugo Mochi
Ugo Mochi (ausgesprochen mok̟ʰiː; * 11. März 1889 in Florenz, Italien; † 31. August 1977 in New Rochelle, New York) war ein italoamerikanischer Maler, Designer, Illustrator, Grafiker und Bildhauer. Er war vor allem durch seine Silhouetten aus Papier bekannt, was ihm den Beinamen „Poet der Schatten“ einbrachte.

## Leben
Ugo Mochi kam als viertes von sieben Kindern von Giuseppe und Georgina Mochi in Florenz zur Welt. Sein künstlerisches Talent zeigte sich bereits in früher Kindheit. Mit sechs Jahren baute er aus Streichholzschachteln und Zahnstochern Miniaturwagen, die von Papppferden gezogen wurden, die er selbst gezeichnet und ausgeschnitten hatte. Als er acht Jahre alt war, nahm er Unterricht bei einem florentinischen Maler. Im Alter von zehn Jahren schrieb er sich an der Accademia di Belle Arti in Florenz ein, wo er bis zu seinem 15. Lebensjahr Bildhauerei, Anatomie und Zeichnung studierte.
1903 wurde sein Vater getötet und sechs Monate später im Jahr 1904 starb seine Mutter, was schließlich zur Trennung der Familie führte. Mochi musste die Akademie verlassen und wurde in einer Grafikschule in Florenz aufgenommen. Später schickte ihn sein Onkel nach Bergamo bei Mailand, wo er am Institut für Grafik ein Handwerk erlernen sollte. Bald darauf ging Mochi nach Mailand, wo er ein Zeichenstudio eröffnete und mit seiner Kunst genug verdiente, um Gesangsunterricht zu nehmen.
1909 zog er nach Deutschland, wo er sich in Berlin niederließ. Um seinen Lebensunterhalt zu verdienen, illustrierte er Bücher, Postkarten und Dekorationsmaterial. Er ging oft in den Berliner Zoo und porträtierte Tiere mit seinen Scherenschnitten, sang aber auch in Cafés und Biergärten. Bald war Mochi Teil der lokalen Künstlergemeinschaft. Mit Unterstützung seiner einflussreichen Freunde erhielt er ein Vollstipendium für das Studium der Bildhauerei an der Universität der Künste Berlin. Zwei Jahre lang studierte er bei dem renommierten Tierbildhauer August Gaul, den er beim Modellieren im Zoo kennengelernt hatte. Einen weiteren Lehrgang belegte er bei Paul Friedrich Meyerheim. In Berlin heiratete er 1912 seine erste Frau June Skelton, eine Studentin des Operngesangs aus den Vereinigten Staaten.
1919 kehrte Mochi nach Italien zurück, wo er unter dem Pseudonym Signore Fiorentino als Sänger auftrat. Gleichzeitig wurden seine Silhouetten immer populärer und 1923 erschien sein erstes Buch L’ombra delle bestie. Auch von Herstellern wie Pirelli und Davide Campari-Milano erhielt er Aufträge, darunter 200 Etikettenbilder für den Campari-Likör. Seine Frau hatte durch ihre vielen Konzerte den Ruf einer renommierten Sängerin von Bach-, Händel- und Mozart-Werken erworben.
Während einer Konzertreise 1922 in London wurde Mochi eingeladen, seine Werke in einer großen Ausstellung zu präsentieren. Es war die erste, die ausschließlich seiner Umrisskunst gewidmet war. Sie erwies sich als durchschlagender Erfolg und führte dazu, dass Mochi seine Gesangskarriere aufgab und fortan nur noch als Künstler tätig war. Queen Mary persönlich kaufte das Kunstwerk Ochsenkarren und Olivenbaum in der Toskana.
1928 wanderten Mochi und seine Frau in die Vereinigten Staaten aus, wo sie sich in Yonkers niederließen. Eines von Mochis ersten großen Projekten in Amerika war ein Seidenmosaik, das 1928 vom St. Regis Hotel in New York City in Auftrag gegeben und ausgestellt wurde. Bald darauf starb Mochis erste Frau. Im August 1929 heiratete er Edna S. Skelton, die jüngere Schwester von June Skelton. Aus dieser Ehe gingen zwei Töchter hervor. Als neuen Wohnsitz wählte er New Rochelle.
1933 erschien beim Verlag Literary Guild das Werk African Shadows, das die wissenschaftliche Aufmerksamkeit auf das Werk des Künstlers lenkte. Während der Great Depression hatte Mochi Erfolg mit kommerziellen Arbeiten und Magazinillustrationen. So zeichnete er einen springenden Tiger für die Firma Texaco und machte Designentwürfe für emaillierte Tischplatten des Herstellers Tepco – The Enamel Products Company.
Zwischen 1941 und 1943 schuf Mochi im Auftrag der World Book Encyclopedia die Reihe Ladies of the White House. Die Porträts zeigen jede First Lady von Martha Washington bis Eleanor Roosevelt in ihrem Kleid während der Inauguration vor einem zeitgenössischen Hintergrund des Weißen Hauses. Mochi traf Eleonor Roosevelt nach Abschluss der Reihe persönlich.
1953 illustrierte er das Werk Hoofed Mammals of the World von Thomas Donald Carter, dem damaligen Kurator für Säugetiere am American Museum of Natural History, mit 200 maßstabsgetreu ausgeschnittenen Bildern. 1971 kam eine zweite Auflage heraus.
Für das 1955 von Farida Anna Wiley vom American Museum of Natural History herausgegebene Buch Theodore Roosevelt’s America: Selections from the Writings of the Oyster Bay Naturalist schuf Mochi anschauliche Schnittbilder, die die Leistungen des US-amerikanischen Präsidenten und Naturforschers Theodore Roosevelt illustrieren. Für das Werk American Water & Game Birds (1956) von Austin Loomer Rand, dem damaligen Kurator für Vögel am Field Museum of Natural History in Chicago, kombinierte Mochi die Kapitelüberschriften mit Vogelumrissen.
1969 gestaltete Mochi vierzehn Mosaikbilder für das American Museum of Natural History in New York City. Die beleuchteten Bilder, die acht Fuß (ca. 243 cm) hoch und zwei Fuß (ca. 61 cm) breit sind, wurden jeweils aus einem Stück Papier geschnitten und zeigen eine Vielzahl von Szenen aus der Natur, darunter Dinosaurier, Elche, Biber und Bären in Alaska, Pinguine, Robben und Raubmöwen, den südamerikanischen Dschungel, die nordamerikanische Wüste, Waldbäume mit einem Adler, blühende Bäume, Fische, Muscheln und Korallen, nistende Reiher, Giraffen in einer afrikanischen Landschaft, Paviane in einer afrikanischen Berglandschaft sowie Koalas, einen Leierschwanz und Kängurus in Australien.
In den 1970er Jahren veröffentlichte er in Zusammenarbeit mit Dorcas MacClintock die Bücher A Natural History of Giraffes (1973), das den Book Award der New York Academy of Sciences gewann, und A Natural History of Zebras (1976). Nach Mochis Tod stellte das Rathaus von New Rochelle im November 1977 ein 10 Fuß (ca. 304 cm) langes Mosaikbild mit dem Titel The Landing of the Huguenots aus. 1980 und 1984 erschienen die Bücher Horses As I See Them und African Images (beide mit Textbeiträgen von Dorcas MacClintock) mit posthum veröffentlichten Illustrationen Mochis.
Mochi verwendete die Technik des Schattenrisses. Er arbeitete auf einer schweren Glasoberfläche und legte schwarze Papierstücke auf ein dünnes Blatt weißes Transparentpapier mit einer Kontur darauf. Anschließend schnitt er das Bild mit einem bleistiftförmigen Messer aus. Er schuf Bilder mit dünnen, zarten Linien, die alle aus einem einzigen Stück schwarzem Papier stammen.
Mochis Arbeiten werden unter anderen im Metropolitan Museum of Art in New York City, im American Museum of Natural History in New York City, im National Museum of American History der Smithsonian Institution, im Franklin Institute in Philadelphia, im Cranbrook Art Museum in Michigan, im Museum für Naturkunde, Berlin, sowie in der Queen Mary Windsor Castle Collection in England ausgestellt.

## Mitgliedschaften
Mochi war Ehrenmitglied und ehemaliger Präsident der New Rochelle Art Association, Mitglied der Association of Animal Artists (auch zweiter Vizepräsident), der New York Zoological Society und der Audubon Artists sowie Ehrenmitglied der New Rochelle Music Teachers’ Association.